# 743 (číslo)
Sedm set čtyřicet tři je přirozené číslo. Následuje po čísle sedm set čtyřicet dva a předchází číslu sedm set čtyřicet čtyři. Římskými číslicemi se zapisuje DCCXLIII a řeckými číslicemi ψμγ.

## Matematika
743 je:
- Deficientní číslo
- Prvočíslo Sophie Germainové
- Nešťastné číslo

## Astronomie
- (743) Eugenisis je planetka hlavního pásu, kterou objevil v roce 1913 Franz Kaiser

## Roky
- 743
- 743 př. n. l.